# ملا منوچهر کولیوند
منوچهر کولیوند با نام خانوادگی نورمحمدی (زادهٔ ۱۲۲۹ هـ. ق در الشتر یا دره‌شهر) از شاعران معروف لک‌زبان است. دیوان اشعار وی به زبان فارسی، لکی و زبان گورانی است. شعرهای دیوان ملا اغلب به زبان لکی سروده شده‌اند، اما در آن‌ها از اصطلاحات کردی، فارسی، عربی و ترکی نیز استفاده شده است.

## زندگی
ملا منوچهر خان کولیوند، فرزند خسرو خان، در سال ۱۲۲۹ هـ. ق در منطقهٔ غربیِ الشتر یا شهرستان دره شهر، که منطقهٔ گرمسیرِ ایل کولیوند است، به‌دنیا آمد. ملا منوچهر خان از نسل خوانین نورمحمدی طایفه کولیوند می‌باشد) خوانین کولیوند از خانواده‌های نورمحمدی، چنگیزیان، فرج‌اللهی و اسدالهی می‌باشند) و از ابیات اشعار آن بر می‌آید که وی پیرو مذهب شیعه جعفری بوده است. دیوان ملا منوچهر مشتمل بر بیش از ۱۰ هزار بیت بوده است که در سال‌های دور بر اثر غارت کزازی‌های. اراک به تاراج رفته است؛ و شاعر با وجود تلاش‌های فراوان نتوانسته است به اشعار به‌سرقت‌رفتهٔ خود دست یابد. برخی از صاحب‌نظران اهل ادب، سوز و دل‌تنگی وی را در اشعارش را ناشی از این اتفاق می‌دانند.
نقل است که ملا در بازگشت از سفر عتبات عراق در بین راهِ خرم‌آباد به الشتر در دل سفیدکوه بیمار می‌شود و فوت می‌کند. جنازهٔ وی در روستای بتکی، از توابع بخش فیروزآباد شهرستان سلسله به خاک سپرده شد.

## نمونهٔ اشعار
اشعار ملا منوچهر دارای وزن عروضی و آهنگ زیبا و دلنشین است. از این شاعر چندین مثنوی، غزل، دوبیتی و قصیده به‌جا مانده است، که بیشینهٔ آن‌ها شرح حال شاعر و سختی‌ها و رنج‌های زندگی اوست. همچنین، عناصر مرتبط با فرهنگ عشایری و آداب و احوال مردم لک در اشعار وی موج می‌زند.
اشعار فراوانی نیز در مدح ائمهٔ شیعه از او به یادگار مانده است؛ به همین سبب، وی به شاعر و مداح اهل بیت نیز شهرت دارد.
ملا منوچهر در بین مردم لک دارای جایگاه و مقام والایی است.
شعر «شمس زرین»
| شمس زرین، بال زرین، با فروغ و فتح فرّین   |  | فوق و فرق و شرق گرّین صبحدم هات ئو دیار |
| بی وه تسخیر سلیمان کوه و کش دشت و بیابان |  | اژ زمین تا قاف خندان بی دماغ روزگار    |
| پرتو نوری نمانا در بسیط دهر شانا         |  | چوی صف اسلام مانا بشکنی خیل کفار       |
| لشکر چین و فرنگی منهزم دا جیش جنگی       |  | دا قرار بی‌درنگی اژ حبش تا زنگبار       |
| رومیان اژ فتح روسی دا بنای تول و کوسی    |  | جشن و عیشی چوی عروسی اژ صغار و اژ کبار |
| تازه بزمی په‌ی وه په‌ی هت مجلس ارباب کی هت |  | بانگ عود و نای و نی هت ارغنون غمگسار   |

مثنوی زیر، تلفیقی لکی (از زبان ملامنوچهر کولیوند) و فارسی (از زبان معشوقه) که گفتگو میان او و معشوقه نهاوندی اش است:
| ای نهاون بهر کاری هاتم ار حوشی بچم      |  | شکتم شوریده حال و بار اربان لچم        |
| دس نیام ار قفل در دیم بسته بی باب حیات  |  | واتم ای بخت بدم هیهات هی روژ نهات      |
| هر دو دس محکم چو چسبانم دقلبابم کوا     |  | تقلام کرد قلیلی بلکه دروازه بوا        |
| هات و گوشم یک صدایی پر ژ تأثیر اثر      |  | گفت دروازه شکستی کیستی در پشت در       |
| چو نیام از روزن دروازه بهر سیر او       |  | تا نظر کردم ولیلی بیم و قیس دیر او     |
| واتم ای گیانم عزیزم نازنینم خوشگلم      |  | من غریب شهرم و آواره و بی‌منزلم         |
| رحم کر گیانا غریبان کی دلی دیرن فراق    |  | دلبرا دروازه بگشا تا بنیشم او اتاق     |
| گفت پسر نتوانم این باب مفتاح کنم        |  | کی کلیدم هست قفل در به رویت واکنم      |
| یک دمی اینجا توقف کن بیاید مادرم        |  | چون که او آمد به خانه شب بمان اندر برم |
| واتم ای گیانم عزیزم غمزه وه نازه مکی    |  | در وه روی والدینت چطور وازه مکی        |
| گفت که ای لربچه گر من در برویت واکنم    |  | در بر اهل نهاون خویش رسوا کنم          |
| واتم ای قربانتم هر یـِی شوئی مهمانتم     |  | هم ژه قومی قوم‌تم هم عاشق و حیرانتم     |
| گفت فهمیدم خیالت چیست با من ای فضول     |  | دختری تنها به خانه چون دهد اذن دخول    |
| گفت هرگز نی‌کنم مفتاح درب خانه را        |  | کی فروشم با بهای نازل این پیمانه را    |
| واتم ای قربانتم مشتاق روی و موی‌تم       |  | دلبرا دروازه بگشا گر ندانی شوی تم      |
| دیم و خوشحالی و شادی لو چو گل بشکفت وات |  | کی غریب این دیار و وی اسیر این حیات    |
| تو غریبی رحم می‌باید کنی بر بی‌کسان       |  | در گشودم بر رخت زودی خود را به ما رسان |
| چوین ژ لیلی بشنفتم تا تکی یکسر دوییم    |  | و نصیب دوستان بو راحتی او شو مه دیم    |